# Cuiàvia-Pomerània
Cuiàvia-Pomerània (en polonès kujawsko-pomorskie) és un dels 16 voivodats en què fou dividida Polònia el 1998. Segons dades del 2003, les principals ciutats són:
- Bydgoszcz (367.700)
- Toruń (208.100)
- Włocławek (123.600)
- Grudziądz (102.700)
- Inowrocław (79.500)
- Brodnica (28.200)
- Świecie (27.400)
- Chełmno (21.800)
- Nakło nad Notecią (20.100)